# Hemarthria debilis
Hemarthria debilis är en gräsart som beskrevs av Norman Loftus Bor. Hemarthria debilis ingår i släktet Hemarthria och familjen gräs. Inga underarter finns listade i Catalogue of Life.